# Тринідад і Тобаго на зимових Олімпійських іграх 1998
Тринідад і Тобаго брала участь у Зимових Олімпійських іграх 1998 року у Нагано (Японія) вдруге за свою історію, але не завоювала жодної медалі.

## Бобслей
| Боб   | Спортсмени                | Вид змагання | Заїзд 1 | Заїзд 1 | Заїзд 2 | Заїзд 2 | Заїзд 3 | Заїзд 3 | Заїзд 4 | Заїзд 4 | Всього  | Всього |
| Боб   | Спортсмени                | Вид змагання | Час     | Місце   | Час     | Місце   | Час     | Місце   | Час     | Місце   | Час     | Місце  |
| ----- | ------------------------- | ------------ | ------- | ------- | ------- | ------- | ------- | ------- | ------- | ------- | ------- | ------ |
| TRI-1 | Ґреґорі Сан Кьортіс Гаррі | Двійки       | 56.74   | 32      | 56.78   | 32      | 56.73   | 35      | 56.40   | 32      | 3:46.65 | 32     |